# Jászapáti
Jászapáti ist eine ungarische Stadt und Verwaltungssitz des Kreises Jászapáti im Komitat  Jász-Nagykun-Szolnok. Sie ist nach Jászberény der zweitgrößte Ort in der Region Jászság. Auf einer Fläche von 78,16 km² leben 8313 Einwohner (Stand 1. Jänner 2018).

## Geschichte
1746 erhielt der Ort erstmals das Stadtrecht, welches er 1876 verlor und 1989 wiedererlangte.

## Sehenswürdigkeiten
- Die römisch-katholische Kirche mit zwei Türmen ist ein mehrfach umgebautes mittelalterliches Baudenkmal. 1833 erhielt es seine heutige Form. Das Secco der Kirchenkuppel wurde vom Maler Pál Vágó und die Seitenaltäre von Than Mór geschaffen. Das Gebäude ist von einer festungsartigen Umfriedung mit Schießscharten umgeben.
- Bibliothek: Das Gebäude befindet sich gegenüber der Kirche. Früher diente es als Rathaus. Es wurde im 19. Jahrhundert im klassizistischen Stil erbaut.
- Heimatmuseum: Ein Museum, das in Pál Vágós Geburtshaus eingerichtet wurde und mehrere kleinere Ausstellungen beherbergt, darunter die Werke der visuellen Keramikdesigner Béla Mihály, die ebenfalls aus Jászapát stammt.
- Bauernmuseum: ein Museum, das eine Ausstellung über die landwirtschaftliche Lebensweise beherbergt.

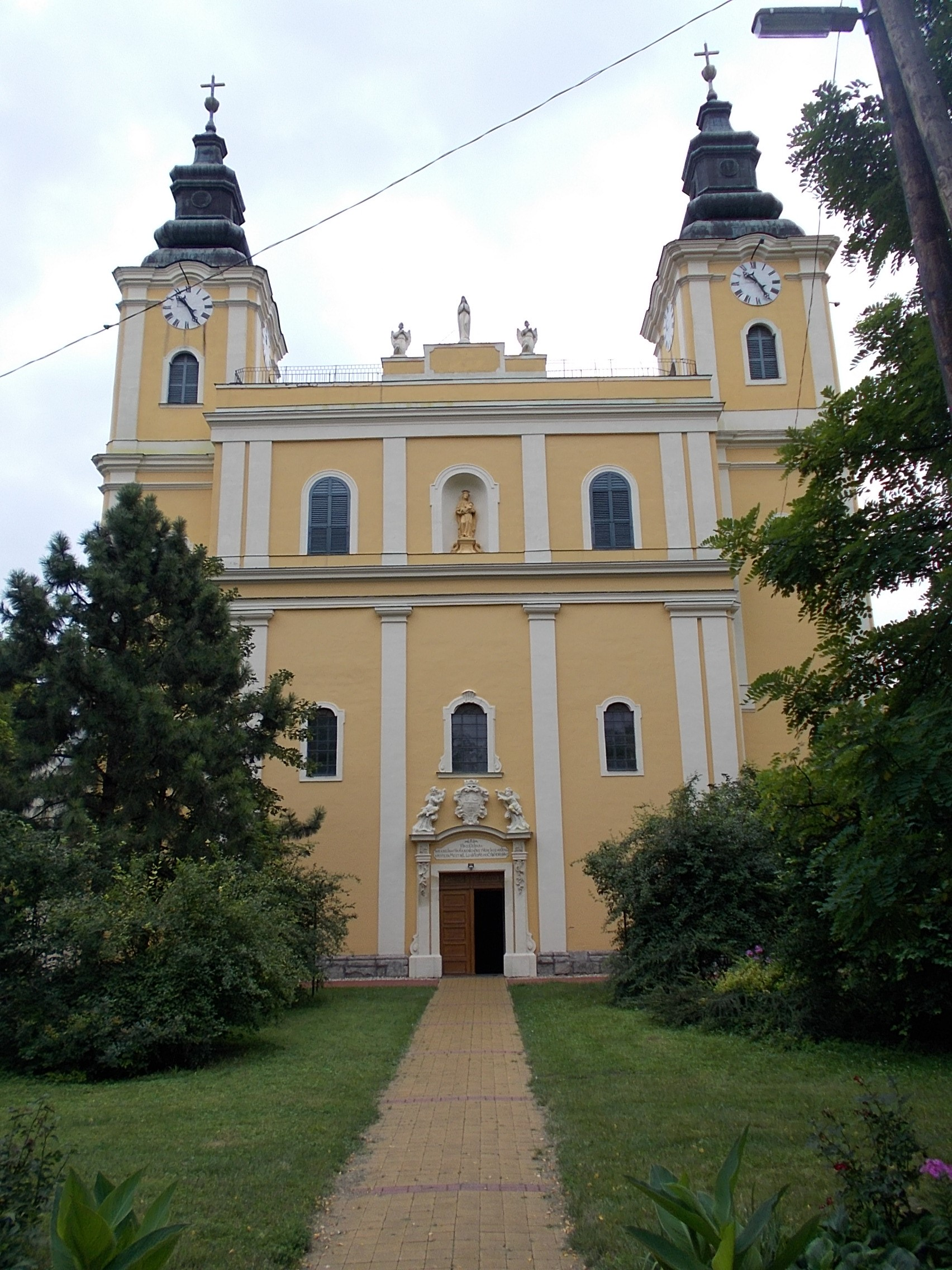
Die römisch-katholische Kirche
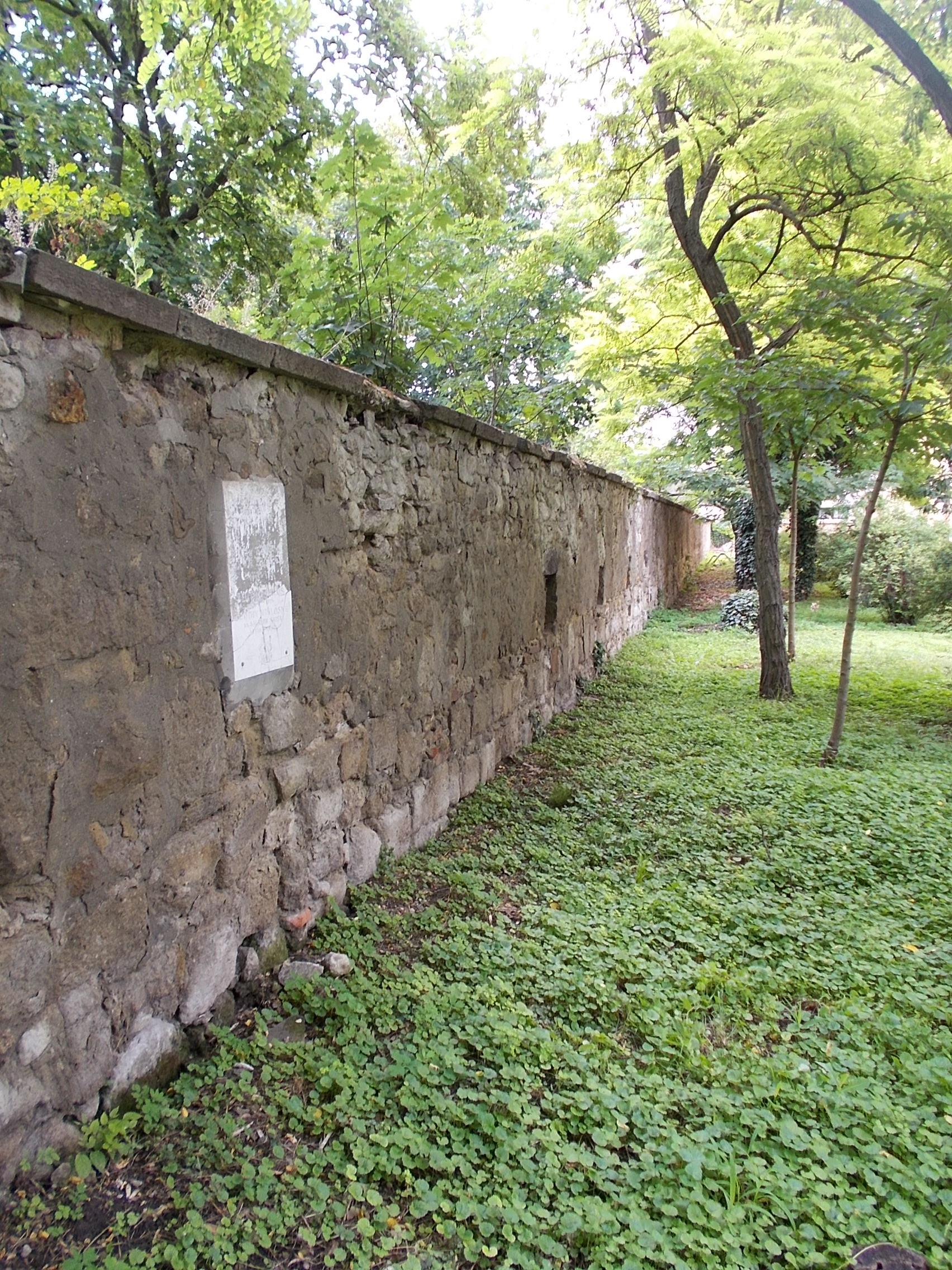
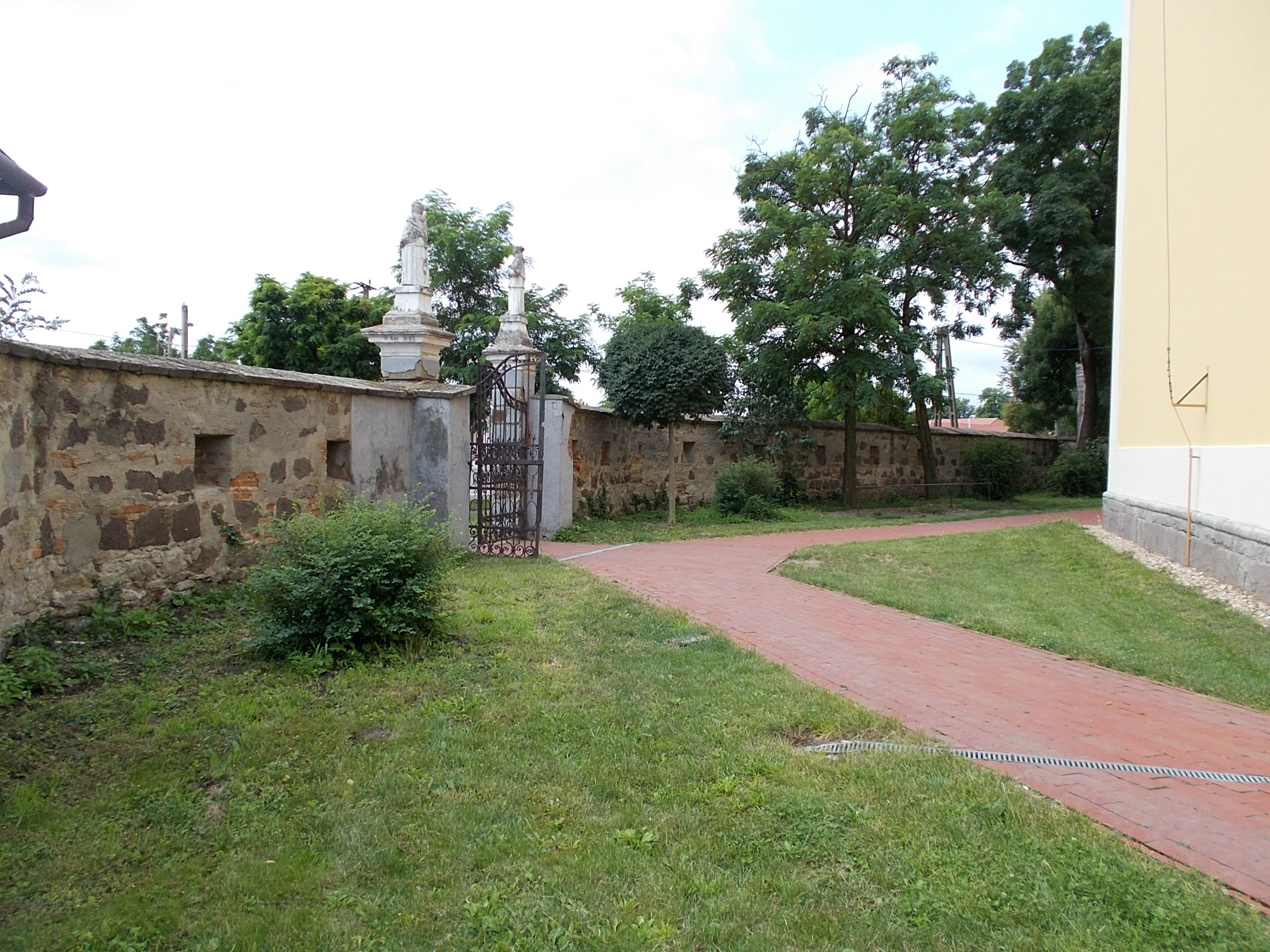
Das Südtor zur Kirche
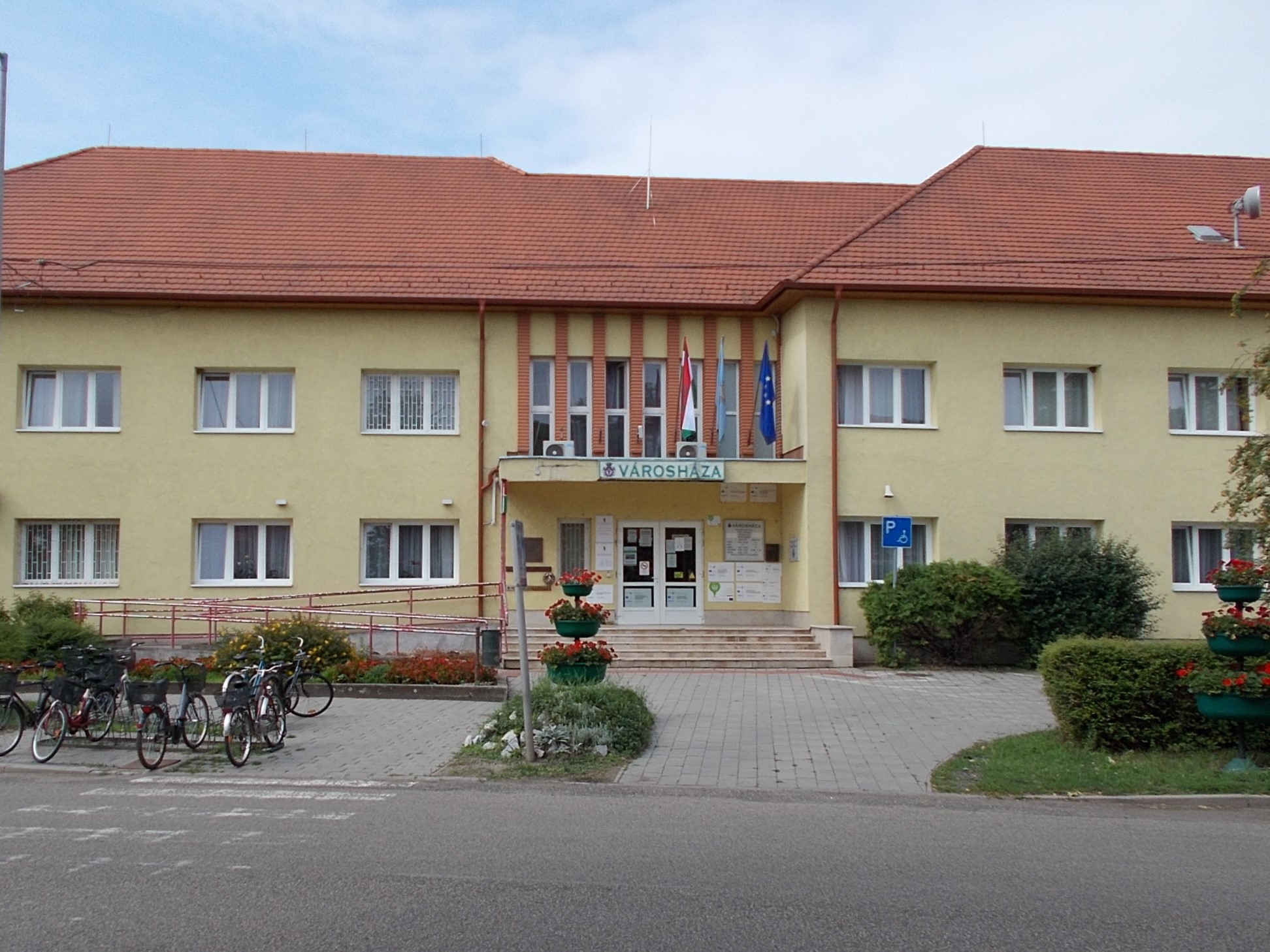
Das Rathaus
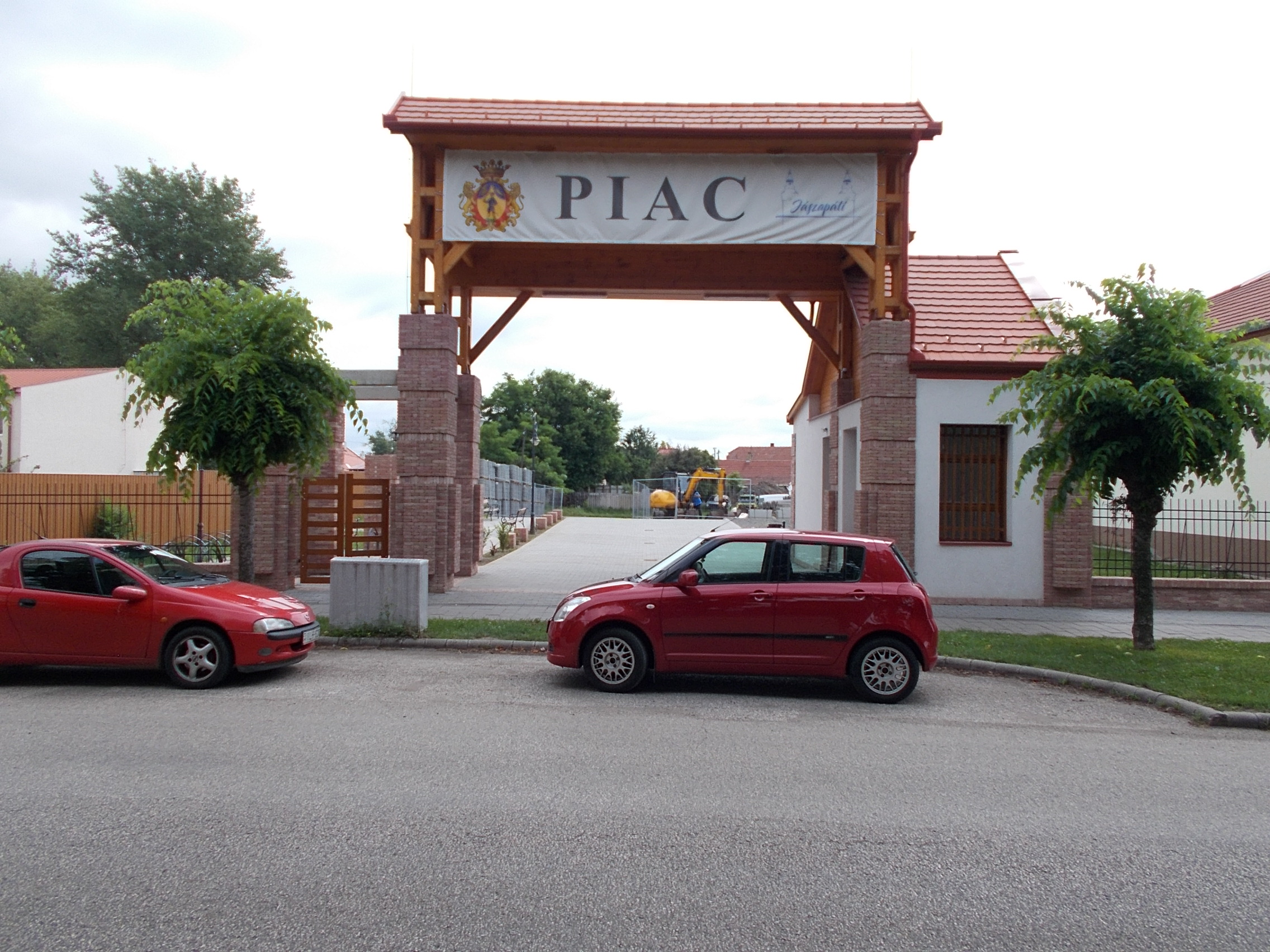
Eingang zum Wochenmarkt
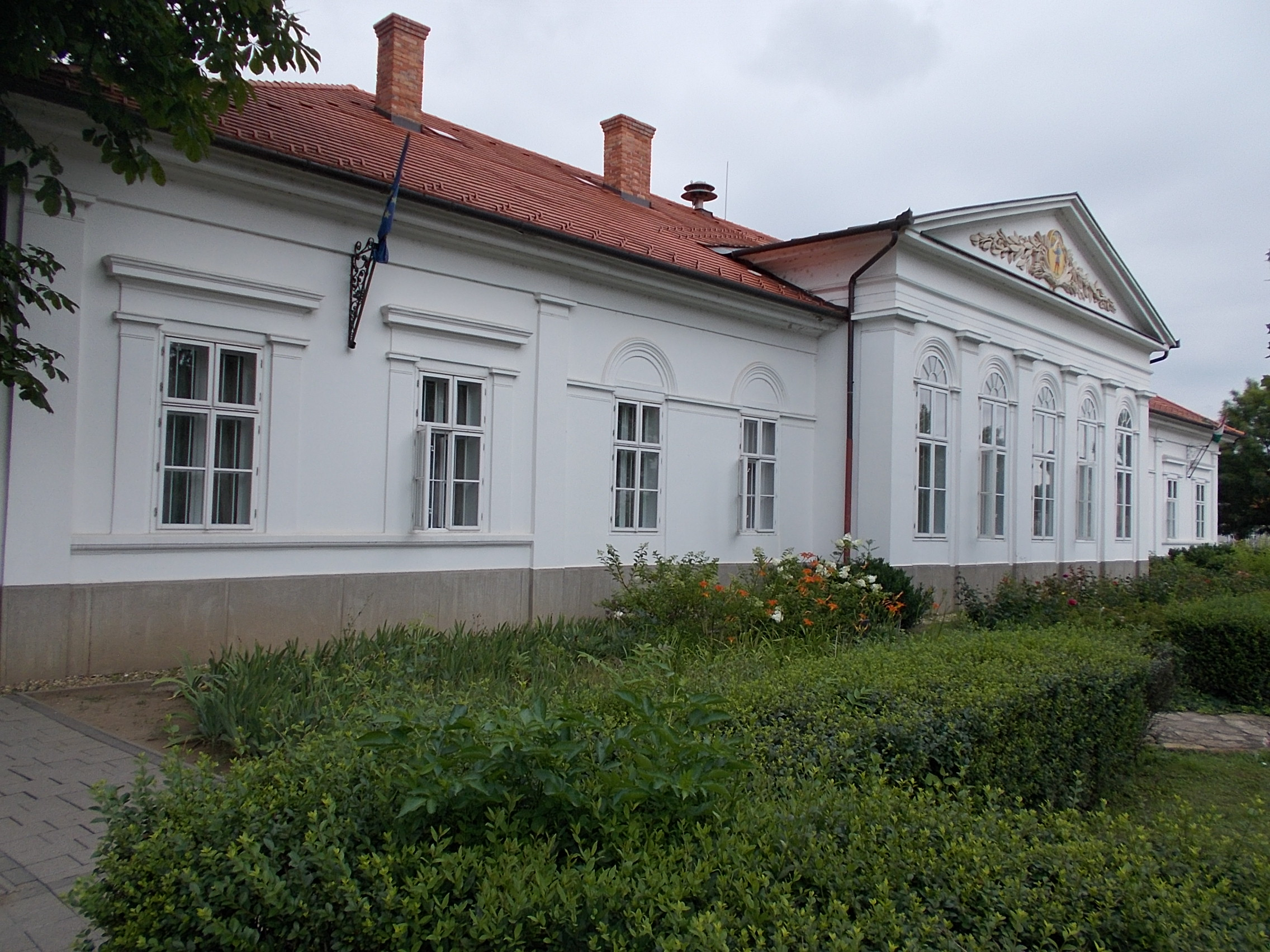
Die Bibliothek
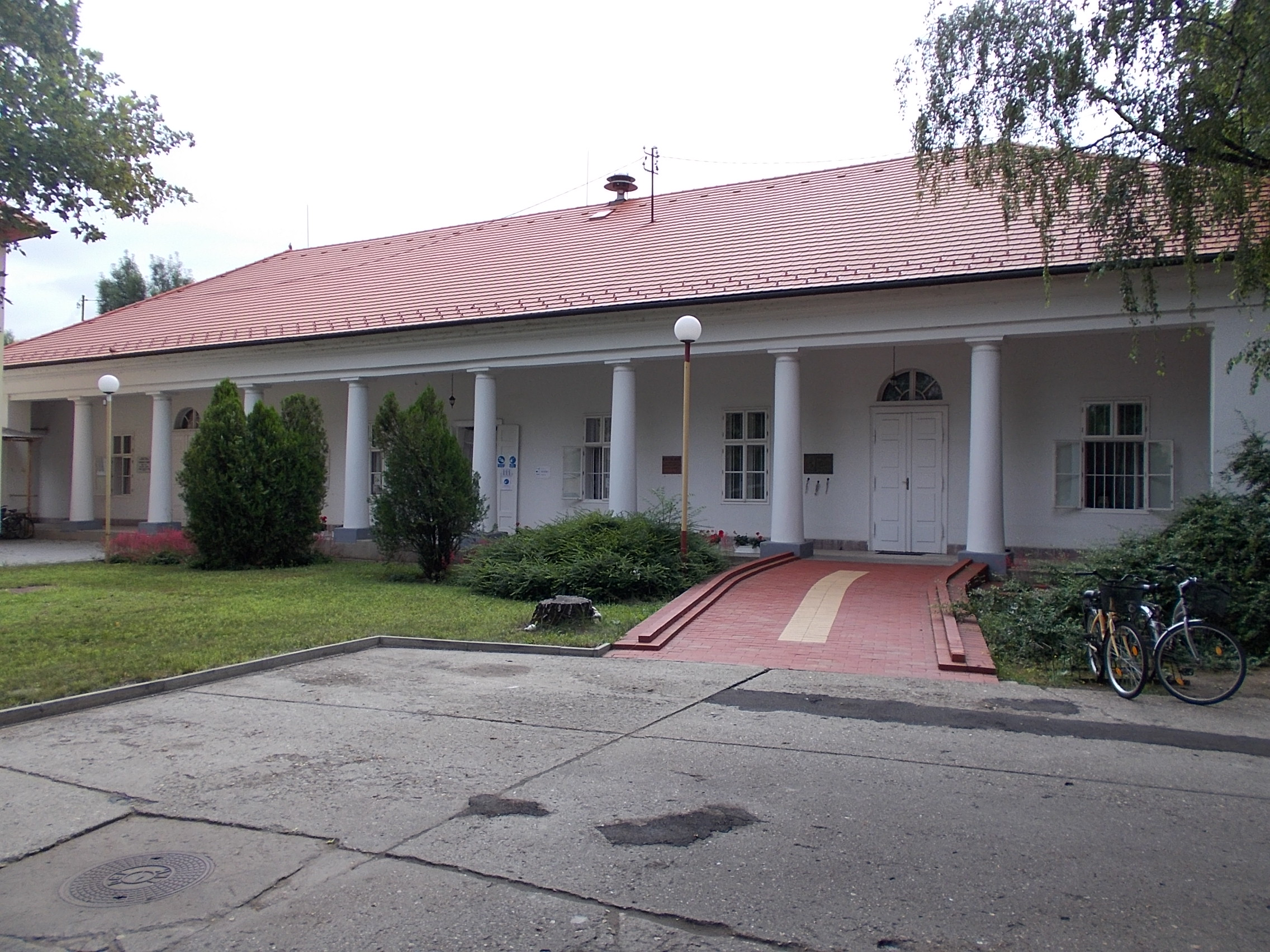
Die Bibliothek
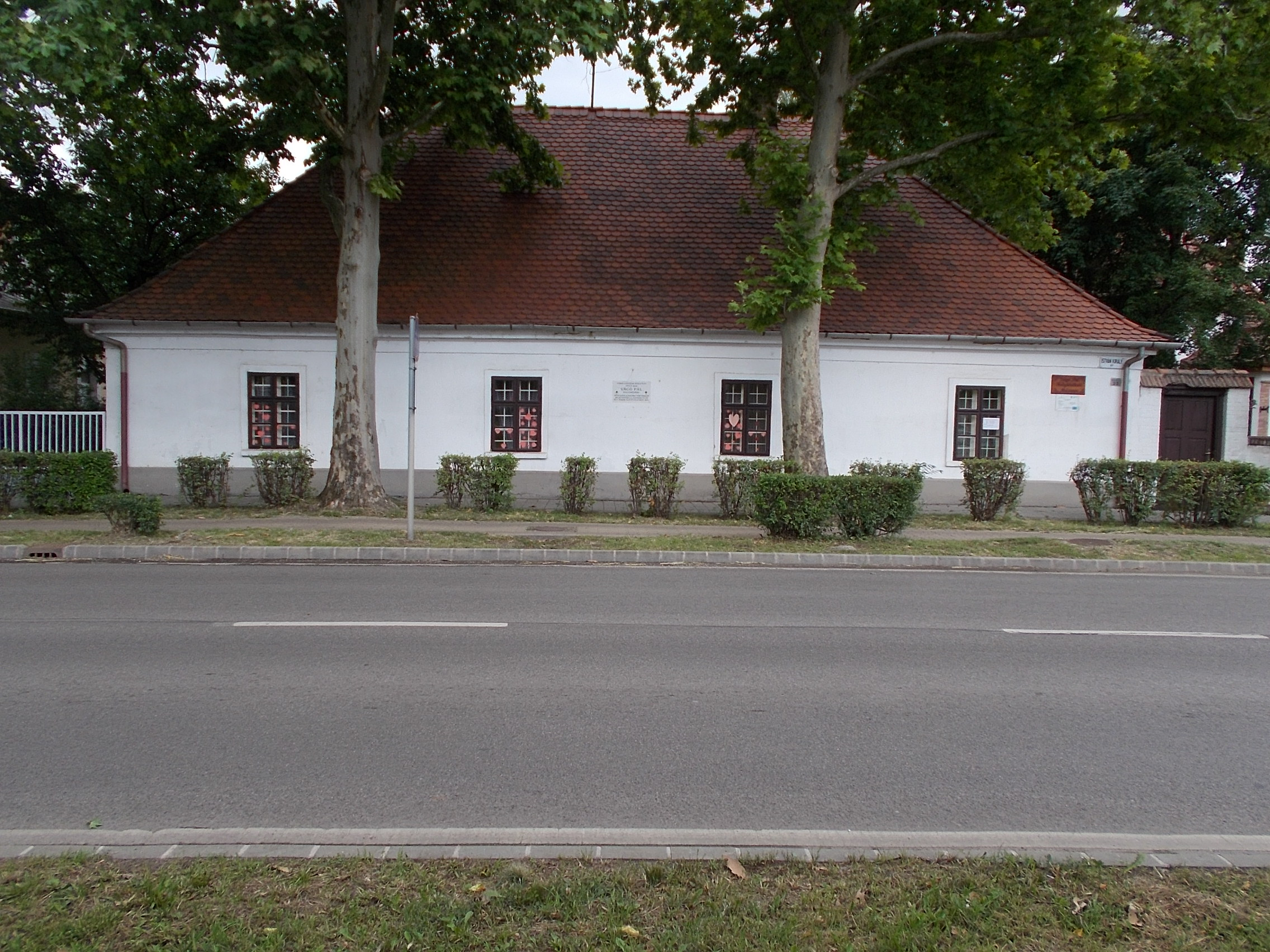
Das Heimatmuseum

## Tourismus
- Thermalbad mit Campingplatz
- Kulturhaus mit Theater- und Kinobetrieb (1983 erbaut, Architekt: Imre Makovecz)
- Angelseen

- Erntedankfest: Das Fest findet seit 1997 jeden Sommer statt. Neben der Präsentation der Vorbereitungen für die Ernte und der manuellen Ernte werden bei der Veranstaltung auch die Volkstänzer von Jászápát auftreten.
- Traditionserhaltungscamp (Hagyományőrző tábor): Jährlich wird ein einwöchiges „Camp“ für Kinder organisiert, das von der Stadtbibliothek veranstaltet wird. Im Camp lernen die Kinder, Ton zu machen, zu schnitzen, zu formen, zu malen, Perlen aufzufädeln usw.

## Verkehr

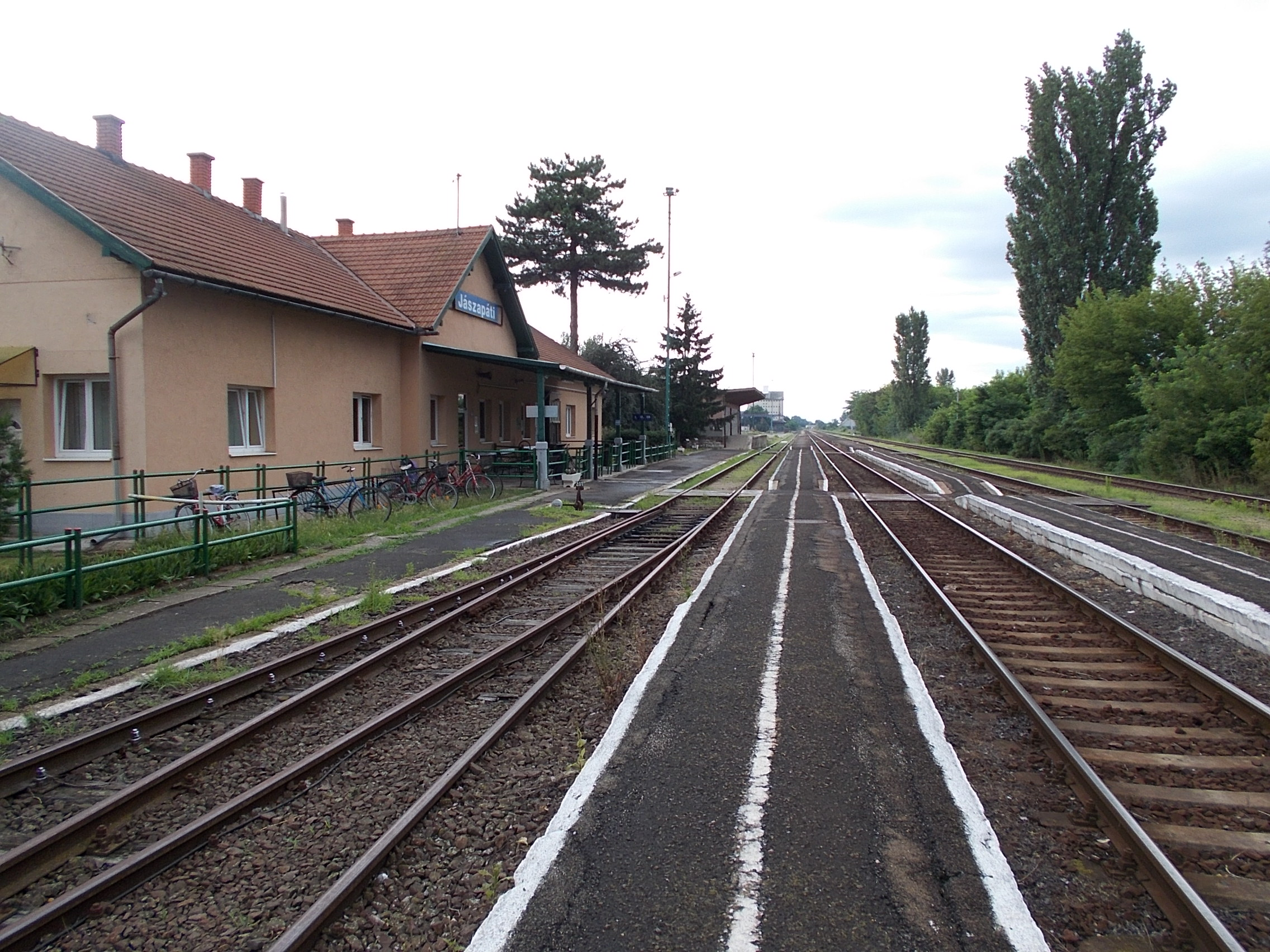
Der Bahnhof

Der Ort hat einen Bahnhof an der Bahnstrecke 86 (Vámosgyörk – Újszász – Szolnok) und liegt an der Landesstraße 31.

## Städtepartnerschaften
- Grafenstein, Österreich
- Temerin, Serbien
- Łańcut, Polen
- Kamenín, Slowakei
- Glodeni, Siebenbürgen

## Persönlichkeiten
- Paulus Mako (1724–1793), Jesuit und Hochschullehrer
- Pál Vágó (1853–1928), Maler